# Rijksstad Bremen

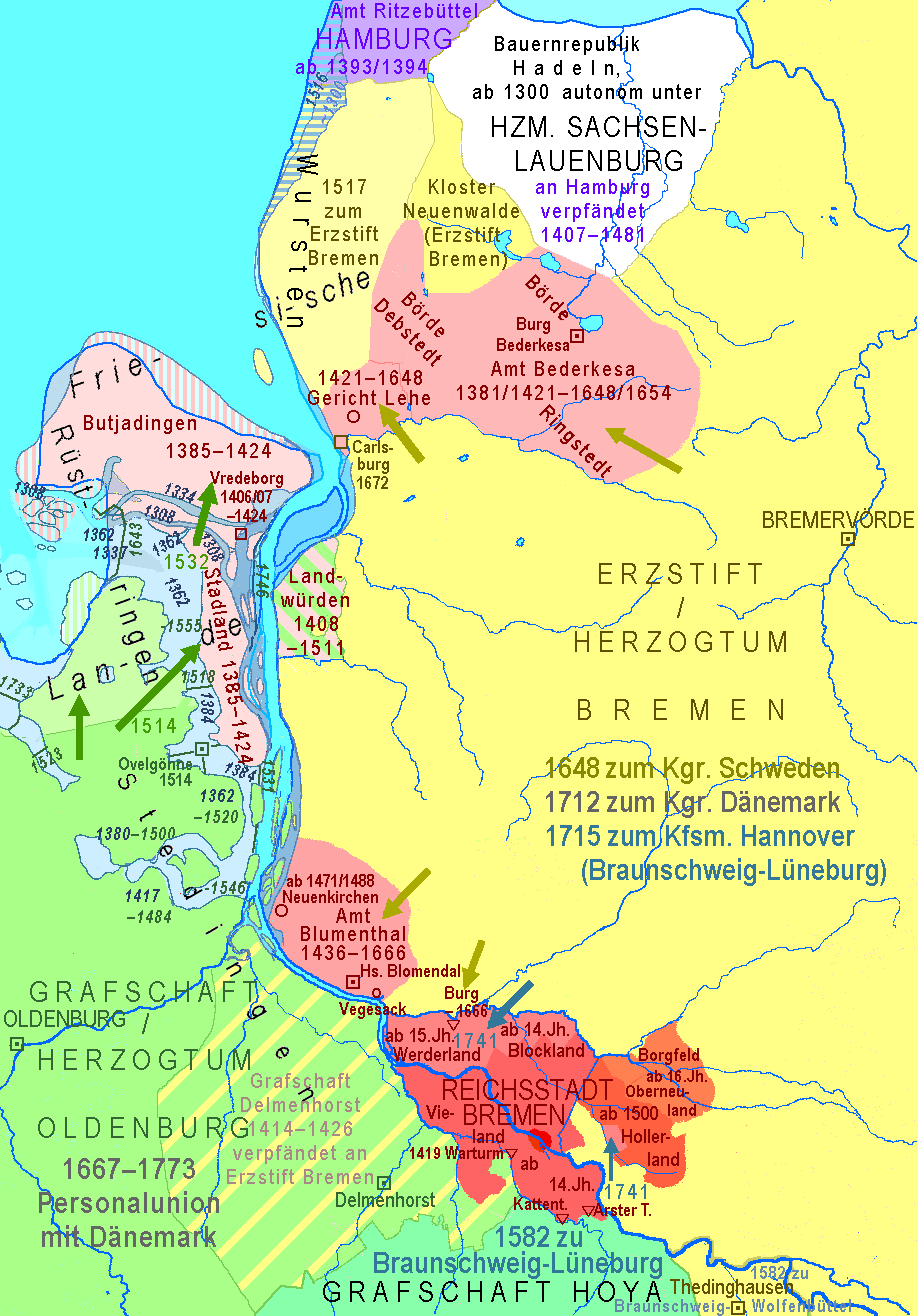
Landgebied van de Rijksstad Bremen

De Rijksstad Bremen was een vrije rijksstad binnen het Heilige Roomse Rijk. De Duitse bondsstaat Bremen noemt zich nog altijd Vrije en Hanzestad Bremen.
Onder leiding van de in 1225 vermelde stadsraad maakte de stad Bremen zich gedeeltelijk onafhankelijk van de aartsbisschop van Bremen.
Hoewel de stad op dat moment niet rijksvrij was, werd er al begonnen met de opbouw van een territorium. In 1381 werd een groot deel van de heerlijkheid Bederkesa verworven. Vanaf 1384 was het Stadland en vanaf 1410 Butjadingen in het bezit van de stad. Deze twee gebieden gingen in de grote Friese opstand van 1424 verloren. In 1436 werd de heerlijkheid Blumenthal verworven.
Bij de hervorming van het Heilige Roomse Rijk in 1500 werd de stad bij de Neder-Saksische Kreits ingedeeld. De reformatie werd in 1522 ingevoerd, die in Bremen een sterk calvinistisch karakter had. Daardoor waren er in deze tijd sterke banden met de Nederlanden. Omdat de reformatie in het prins-aartsbisdom een luthers karakter heeft, is de Dom luthers en de rest van de stad gereformeerd.
Tegen een hoge betaling kreeg de stad op 1 juni 1646 van keizer Ferdinand III een diploma met de erkenning als "Des Heyligen Römischen Reiches ohnemittelbare freye Reichsstatt". De situatie bleef echter onzeker. In de Westfaalse Vrede van 1648 verwerft Zweden het prins-aartsbisdom Bremen en maakte daarmee ook aanspraak op de stad. In de oorlogen tegen Zweden van 1653/54 en 1666 gingen daardoor de heerlijkheden Bederkesa en Blumenthal verloren. Met de overdracht van het het hertogdom Bremen (het voormalige prins-aartsbisdom) aan Hannover, gingen de aanspraken op de stad aan die staat over. Pas in het verdrag van Stade in 1741 werd de zelfstandigheid door Hannover tegen een hoge prijs erkend. Op Vegesack na moesten alle dorpen aan Hannover worden afgestaan. De stadstaat heeft nog nooit uit zo'n klein gebied bestaan.
In de Reichsdeputationshauptschluss van 25 februari 1803 werd in paragraaf 27 geregeld dat Bremen als een van de weinige (zes) rijkssteden bleef bestaan. Verder werd het gebied uitgebreid: het gehucht Vegesack, het Grolland, de Barkhoff, de Hemlinger molen, de dorpen Hastede, Schwaghausen en Bahr. Verder alles tussen de rivieren Wezer, Wümme en Leesum en een nader beschreven lijn. Daarnaast alle bezittingen en rechten van het domkapittel en het hertogdom Bremen binnen de stad. Ook werd Bremen bevrijd van de Wezertol bij Elsfleth.

## Bremen als soevereine staat en als deel van Frankrijk
Als op 6 augustus 1806 keizer Frans II de kroon neerlegde kwam er een eind aan het Heilige Roomse Rijk en daardoor is de stad een soevereine staat geworden. Sindsdien voert zij de titel Vrije en Hanzestad.
In 1810 werd de stad geannexeerd door Frankrijk, waar het de hoofdstad van het departement van de Wezermondingen is.